# خوان دومينيغيز لاماس
خوان دومينيغيز لاماس (بالإسبانية: Juan Domínguez Lamas)‏ هو لاعب كرة قدم إسباني في مركز الوسط ولد في يوم 8 يناير 1990 في بلدة بونتيدويمي في إسبانيا، يلعب حالياً مع نادي ريال مايوركا كمعار من نادي ديبورتيفو لا كورونا ونادي ناريون ويبلغ طوله 181 سم.

## روابط خارجية
- خوان دومينيغيز لاماس على موقع قاعدة بيانات كرة القدم.إي يو (الإنجليزية)
- خوان دومينيغيز لاماس على موقع Soccerbase.com (لاعب) (الإنجليزية)
- خوان دومينيغيز لاماس على موقع Soccerway.com (الإنجليزية)
- خوان دومينيغيز لاماس على موقع عالم كرة القدم.نت (الإنجليزية)
- خوان دومينيغيز لاماس على موقع AS.com (الإسبانية)